# Arturo (nome)
Arturo  è un nome proprio di persona italiano maschile.

## Varianti
- Maschili
  - Alterati: Arturino
  - Ipocoristici: Artù, Rino
- Femminili: Artura
  - Alterati: Arturina
  - Ipocoristici: Rina

### Varianti in altre lingue
- Albanese: Artur
- Armeno: Արթուր (Art'owr)
- Bretone: Arthur
- Catalano: Artur[3]
- Ceco: Artur
- Croato: Artur
- Danese: Arthur[2], Artur[2]
- Finlandese: Artturi[2][3]
  - Ipocoristici: Arttu[2][3], Arto[2]
- Francese: Arthur[2][3]
- Galiziano: Artur[2]
- Gallese: Arthur[2]
- Inglese: Arthur[2][3]
  - Ipocoristici: Art[2][3], Artie[3]
- Islandese: Arthur
- Latino: Arcturus[3], Arturus[1]
- Lituano: Artūras[2]
- Maltese: Arturu, Turu
- Norvegese: Artur[2], Arthur[2]
- Olandese: Arthur[2]
  - Ipocoristici: Tuur[2]
- Polacco: Artur[2][3]
- Portoghese: Artur[2][3]
- Rumeno: Artur[2]
- Russo: Артур (Artur)[2]
- Scozzese: Artair[2][3]
- Sloveno: Artur[2]
- Spagnolo: Arturo[2][3]
- Svedese: Artur[2], Arthur[2]
- Tedesco: Artur[2], Arthur[2][3]
- Ungherese: Artúr[2]

## Origine e diffusione

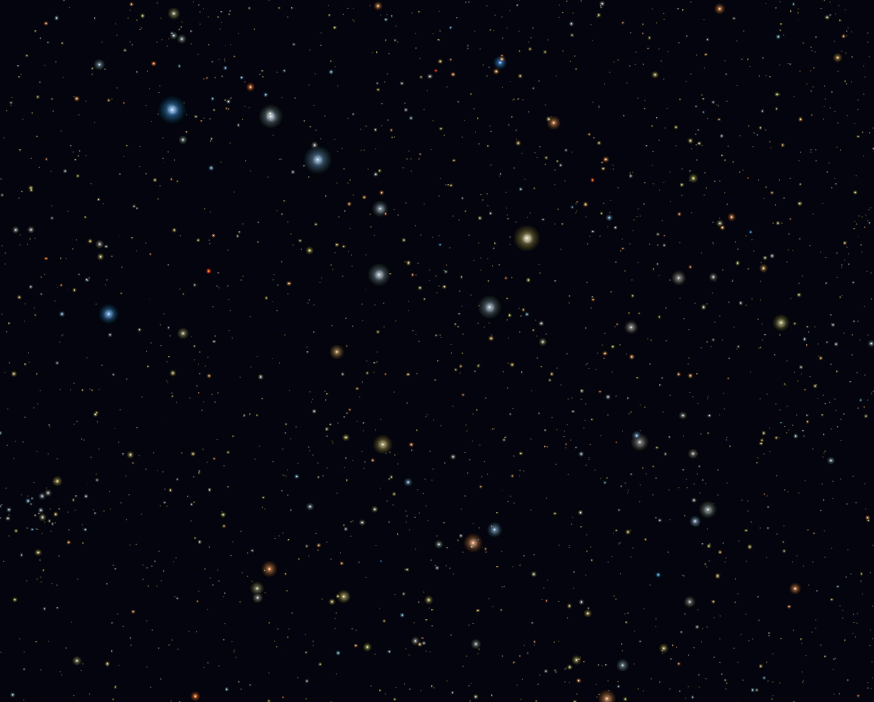
Il Grande Carro dell'Orsa Maggiore al polo nord del cielo.

Il nome "Arturo" può essere di derivazione greca o celtica, risalendo alle stesse radici indo-europee riferentisi alle costellazioni del polo nord celeste roteanti intorno alla stella polare: il Grande Carro e l'Orsa Maggiore.
Il nome greco Ἀρκτοῦρος (Arktoûros) ha come radice ἄρκτος (árktos) che significa sia "nord" che "orso" (l'Orsa Maggiore). Dà il nome a una stella della costellazione di Bootes, Arturo, e può significare "Guardiano del Nord", "Guardiano dell'Orsa" oppure "Coda dell'Orsa", da ἄρκτος più οὖρος (ouros, "guardiano") oppure οὐρά (ourà, "coda"). La stella Arturo può essere considerata sulla sfera celeste come il prolungamento dell'arco formato da tre stelle dell'Orsa Maggiore, la "coda dell'Orsa" per l'appunto, e verosimilmente era considerata nell'antichità parte integrante del Grande Carro. La derivazione del nome direttamente da quello della stella Arturo ha trovato tuttavia accoglienza limitata fra gli studiosi..
Arturo può essere anche un adattamento del nome gentilizio latino Artorius, di origine messapica o etrusca, che probabilmente condivide l'etimologia del nome della dea celtica Artio raffigurata insieme a un orso: infatti parole come il gallico artos, l'antico irlandese art o il gallese arth significano "orso".
Un'altra ipotesi fa derivare Arturo direttamente dal celtico Arto-wiros che significa "uomo dell'Orsa", come composto di artos (orso") e viros ("uomo"); il secondo elemento viene talvolta ricondotto anche a rigos ("re"). Tuttavia questo nome composto darebbe origine ad Artgur in gallese antico ed Arthwr in gallese medio e moderno, mentre nelle poesie gallesi compare solamente Arthur (variante di Arturo) in rima con parole terminanti in -ur, non in -wr, a conferma del fatto che il secondo elemento del nome non può essere -[g]wr ("uomo").
A proposito della sua diffusione, il nome è molto noto per essere stato portato dal protagonista del ciclo arturiano, re Artù; in Inghilterra entrò nell'uso comune nel Medioevo, grazie alle storie di tale ciclo, e nel XIX secolo ebbe un notevole aumento di diffusione.

## Onomastico
L'onomastico si può festeggiare il 15 novembre in memoria del beato Richard Whiting, chiamato anche "Arturo di Clastonburgh", ultimo abate di Glastonbury e martire. Si ricordano con questo nome anche altri due beati, Arturo Bell, martire a Londra, onorato l'11 dicembre, e Arturo Ros Montalt, padre di famiglia e martire a Valencia, commemorato il 28 agosto.

## Persone

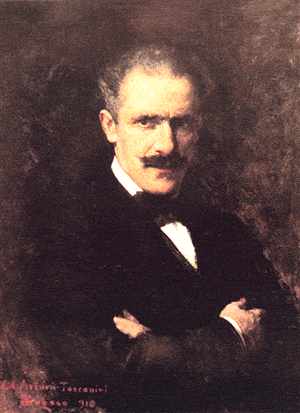
Arturo Toscanini

- Arturo Alessandri Palma, avvocato e politico cileno
- Arturo Benedetti Michelangeli, pianista italiano
- Arturo Brachetti, attore, cabarettista, trasformista e regista teatrale italiano
- Arturo Bragaglia, attore italiano
- Arturo III di Bretagna, duca di Bretagna
- Arturo Di Napoli, calciatore e allenatore di calcio italiano
- Arturo Dominici, attore e doppiatore italiano
- Arturo Merzario, pilota automobilistico italiano
- Arturo Paoli, presbitero, religioso e missionario italiano
- Arturo Parisi, politico italiano
- Arturo Toscanini, direttore d'orchestra italiano
- Arturo Vidal, calciatore cileno
- Arturo Tosi, pittore italiano

### Variante Arthur

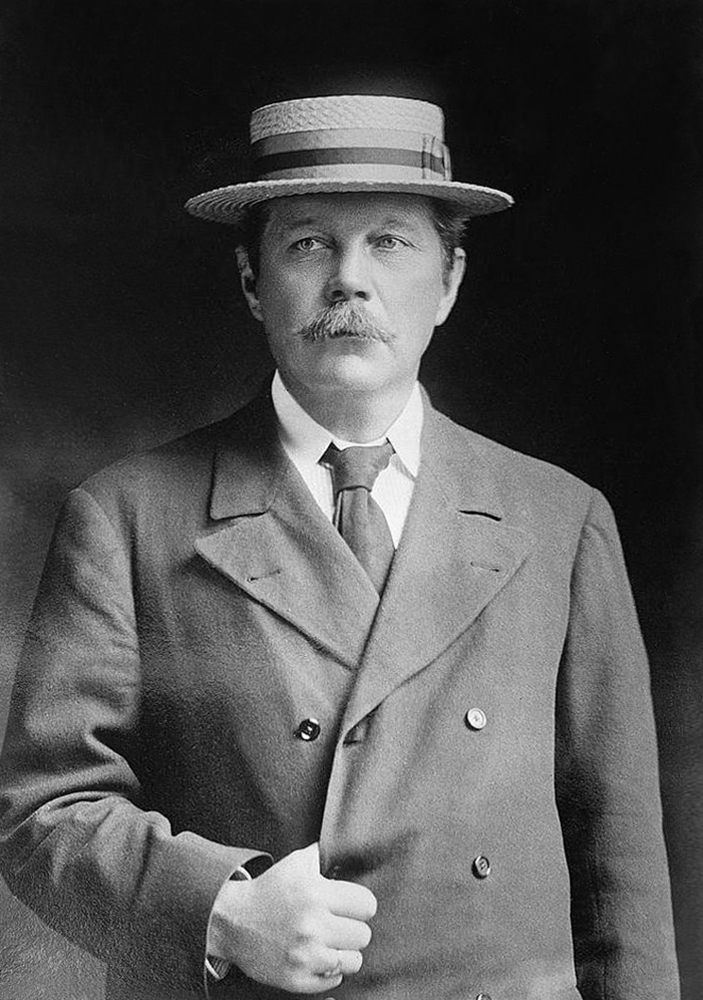
Arthur Conan Doyle

- Arthur Charles Clarke, scrittore e inventore britannico
- Arthur Compton, fisico statunitense
- Arthur Conan Doyle, scrittore, medico e poeta scozzese
- Arthur Eddington, astrofisico britannico
- Arthur Friedenreich, calciatore brasiliano
- Arthur Miller, drammaturgo, scrittore e pubblicista statunitense
- Arthur Nikisch, direttore d'orchestra ungherese
- Arthur Rimbaud, poeta francese
- Arthur Rubinstein, pianista polacco naturalizzato statunitense
- Arthur Schlesinger Jr., storico e saggista statunitense
- Arthur Schnitzler, scrittore, drammaturgo e medico austriaco
- Arthur Schopenhauer, filosofo e aforista tedesco
- Arthur Wellesley, generale e politico britannico

### Variante Artur

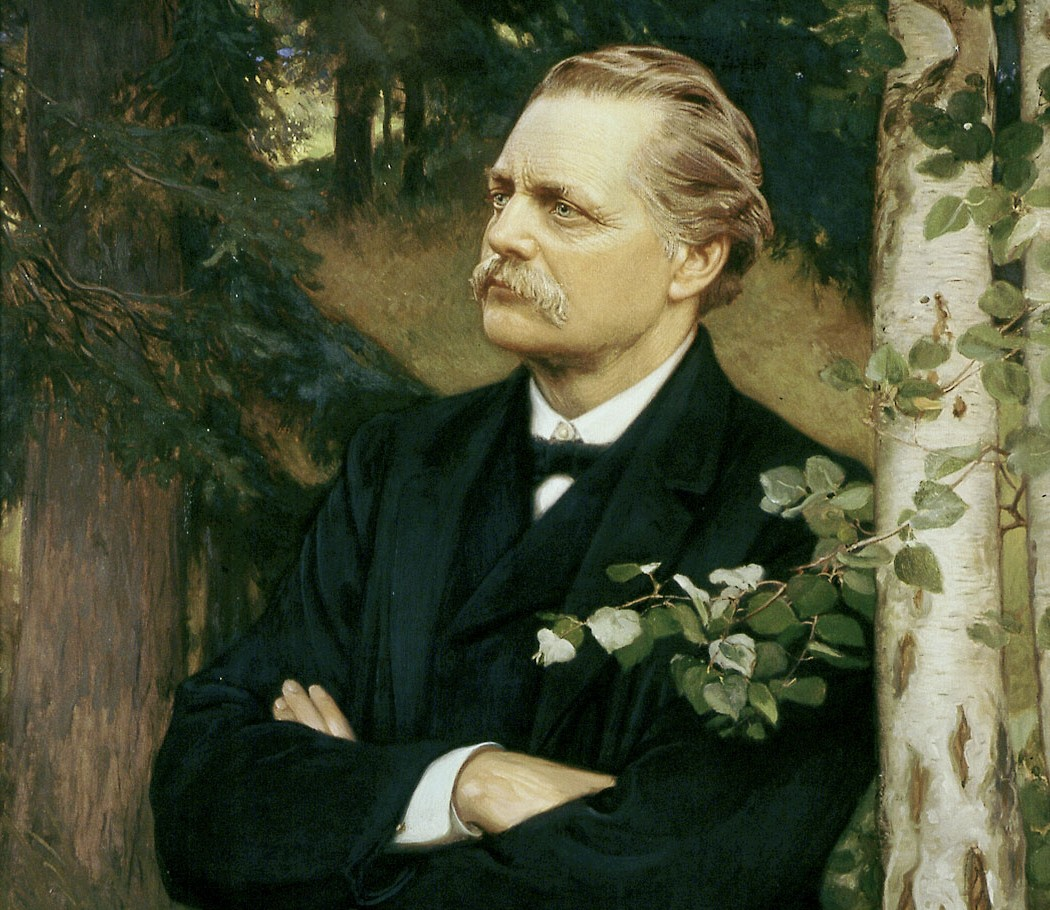
Artur Immanuel Hazelius

- Artur Artuzov, agente segreto russo
- Artur da Costa e Silva, militare e politico brasiliano
- Artur da Silva Bernardes, avvocato e politico brasiliano
- Artur Immanuel Hazelius, filologo svedese
- Artur Lundkvist, scrittore svedese
- Artur Mas, politico spagnolo
- Artur Schnabel, pianista, compositore e docente di pianoforte austriaco
- Artur Sirk, politico estone
- Artur Śliwiński, politico polacco

### Variante Art

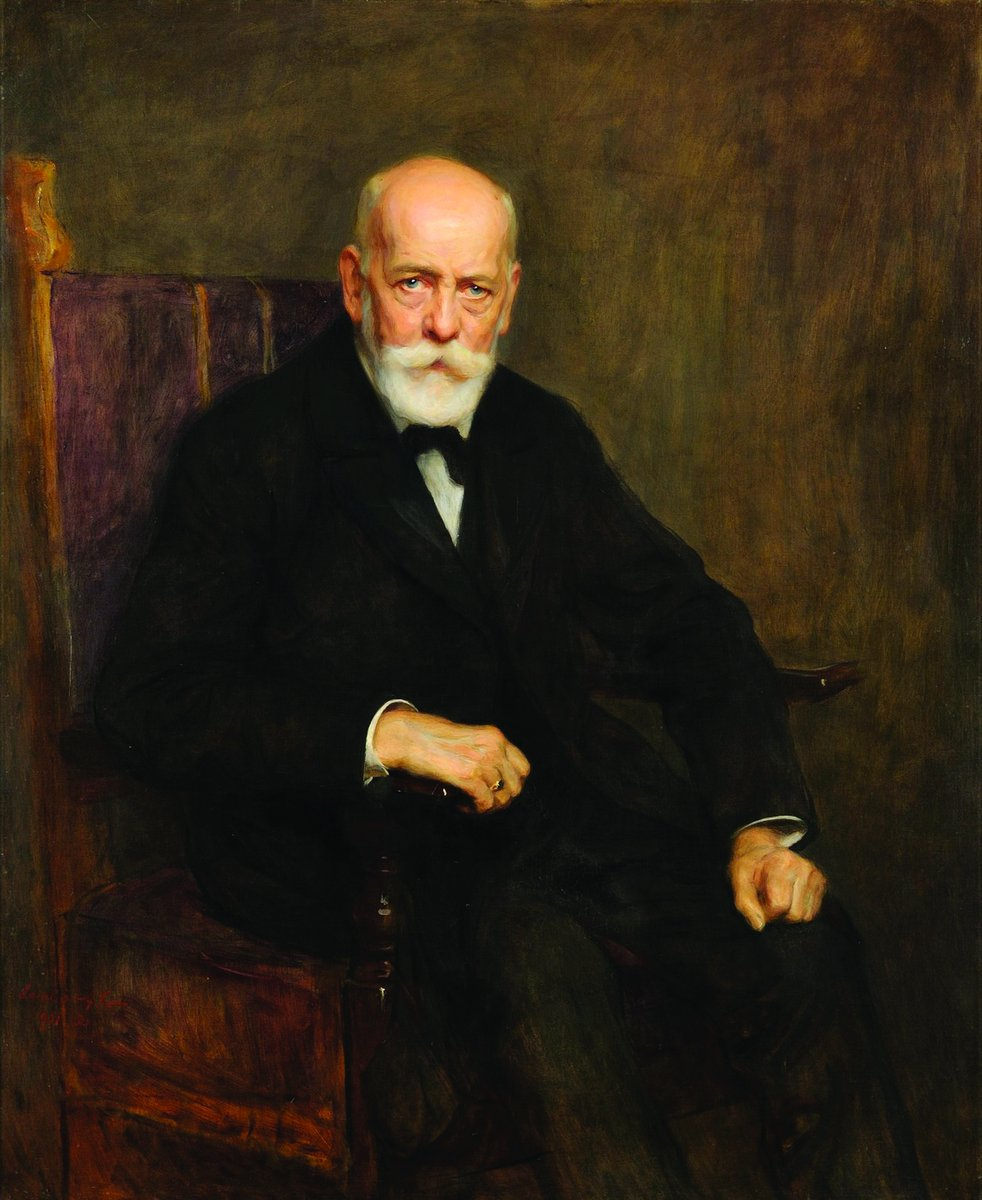
Artúr Görgey

- Art Blakey, batterista statunitense
- Art Garfunkel, cantautore e attore statunitense
- Art Pepper, clarinettista e sassofonista statunitense
- Art Spiegelman, fumettista statunitense

### Altre varianti
- Re Artù, leggendario sovrano britannico
- Artturi Aalto, politico e giornalista finlandese
- Artúr Görgey, patriota ungherese
- Arto Lindsay, chitarrista, cantante e produttore discografico statunitense
- Artturi Ilmari Virtanen, chimico finlandese

## Il nome nelle arti
- Arturo è un personaggio della serie animata Le ricette di Arturo e Kiwi.
- Arturo Gerace è il protagonista del romanzo L'isola di Arturo di Elsa Morante.
- Arturo Bandini è il protagonista di quattro romanzi dello scrittore italoamericano John Fante (Aspetta primavera, Bandini, La strada per Los Angeles, Chiedi alla polvere, Sogni di Bunker Hill)
- Rag. Arturo De Fanti bancario precario è un film del 1980, diretto da Luciano Salce.
- Arthur Bach è un personaggio del film del 1981 Arturo, diretto da Steve Gordon, e dell'omonimo remake del 2011 diretto da Jason Winer.
- Arturo Giammarresi è il protagonista dei film di Pif La mafia uccide solo d'estate e In guerra per amore.
- Arturo Recchia è un personaggio della commedia La grande magia di Eduardo De Filippo.
- Arthur Fonzarelli detto Fonzie è uno dei principali personaggi della sit-com televisiva statunitense Happy Days.
- Arturo e Zoe è una striscia a fumetti statunitense.
- Arthur Morgan è il protagonista del videogioco Red Dead Redemption 2.
- Arthur Kirkland è un personaggio di Hetalia Axis Powers
- Arthur Weasley è un personaggio della saga di Harry Potter, di J. K. Rowling.
- Arturo Braciola è un personaggio della serie web Leggerezze.
- Arturo Santiago è un personaggio della serie animata I Casagrande.